# Le Courage (film)
Pour l’article homonyme, voir Le Courage.
Pour plus de détails, voir Fiche technique et Distribution.
Le Courage (Мужество) est un film d'aventures soviétique réalisé par Mikhaïl Kalatozov et sorti en 1939. 
Il s'agit d'une adaptation d'une nouvelle éponyme de Gueorgui Koubanski (ru).

## Synopsis
Alexeï Tomiline, pilote civil et casse-cou, décide un jour de ne plus tenter le sort et de ne plus voler qu'en ligne droite. L'aéroport où travaille Tomiline est situé près de la frontière avec l'Afghanistan. Un jour, le héros reçoit la mission de se rendre dans la zone frontalière et de remettre un paquet avec l'ordre d'attraper un grand saboteur qui a franchi la frontière. Au retour, Tomiline fait un atterrissage d'urgence près d'une habitation abandonnée et se retrouve bientôt otage d'un gang. Le héros fait semblant d'accepter de transférer le saboteur de l'autre côté de la frontière, et ne compte que sur lui-même et sur son expérience d'as de l'air.

## Fiche technique
- Titre français : Le Courage[1]
- Titre original : Мужество[2]
- Réalisation : Mikhaïl Kalatozov
- Scénario : Gueorgui Koubanski (ru)
- Photographie : Veniamine Levitine (ru)
- Musique : Venedikt Pouchkov (ru)
- Décors : Iefim Khiguer
- Société de production : Lenfilm
- Pays d'origine :  Union soviétique
- Langue originale : russe
- Format : Noir et blanc - 1,37:1 - Son mono - 35 mm
- Genre : film d'aventures
- Durée : 74 minutes
- Dates de sortie :
  - Union soviétique : 17 août 1939

## Distribution
- Oleg Jakov : le pilote Alekseï Tomiline
- Dmitri Doudnikov (ru) : Moustafa Khadji
- Konstantine Sorokine (ru) : le pilote Vlassov
- Alekseï Bondi (ru) : chef d'escouade
- Alexandre Beniaminov (ru) : Ioussouf